# Чуфаровка
Чуфа́ровка (рос. Чуфаровка, ерз. Чуфаровка) — присілок у складі Зубово-Полянського району Мордовії, Росія. Входить до складу Ачадовського сільського поселення.
Населення — 4 особи (2010; 10 у 2002).
Національний склад станом на 2002 рік:
- росіяни — 80 %